# Luc Debaillie
Luc Debaillie (Roeselare, 9 maart 1940 - aldaar, 5 januari 2023) was een Belgisch ondernemer en bestuurder.

## Biografie
Luc Debaillie was een zoon van Julien Debaillie en een kleinzoon van Henri Debaillie, die als eerste van de familie in de productie van veevoeder actief was. De leiding van het familiebedrijf kwam in handen van Antoon Maselis, vader van Patrick Maselis. In 1989 nam Luc Debaillie de aandelen van Maselis en zijn oom Valère Debaillie over. Een jaar later verwierf hij ook de aandelen van zijn oom Gabriël Debaillie.
Hij was voornamelijk actief in de veevoederindustrie. Zijn veevoederbedrijven werden in 1999 slachtoffer van de dioxinecrisis. Datzelfde jaar nam de nv Voeders Debaillie de producent van voeder voor gevogelte De Brabander Voeders over. Ook was hij bestuurder van BEMEFA, de Beroepsvereniging van Mengvoederfabrikanten in België. Zijn zoon Philippe Debaillie volgde hem aan het hoofd van het veevoederimperium op.
In 1975 werd Debaillie bestuurder van de Almanij en tot 2010 van de KBC Groep, waarvan hij aandeelhouder was. Daarnaast had de familie een belang van 46% in Westvlees, de grootste Vlaamse verwerker van varkensvlees. Hij was tevens bestuurder van Westvlees.